# 什庫拉特
51°11′30″N 25°03′11″E / 51.19167°N 25.05306°E
什庫拉特（烏克蘭語：Шкурат），是烏克蘭的村落，位於該國西部沃倫州，由科韋利區負責管轄，面積0.98平方公里，海拔高度173米，2001年人口58，人口密度每平方公里59.18人。